# Проституция в Турции
Проституция в Турции разрешена законодательством и хорошо организована на уровне местных муниципалитетов, а предоставление сексуальных услуг функционирует по принципу «некоторые женщины должны защищать чистоту других дам, притягивая на себя мужскую похоть».
Из-за того, что большую часть проституток в Турции составляют выходцы из постсоветских государств, имя «Наташа» стало в Турции синонимом иностранной секс-работницы. По данным профессора женских исследований Род-Айлендского университета Донны Хьюз самой многочисленной группой иностранных проституток в Турции являются секс-работницы с Украины, число которых достигает 6 тысяч человек. Помимо этого в 1990 году было установлено, что украинские секс-работницы являются самой многочисленной группой приезжих женщин, которые занимаются проституцией в Стамбуле.

## Правовой статус
Согласно турецкому законодательству, женщина, желающая заниматься проституцией, должна зарегистрироваться и получить идентификационную карту с данными о состоянии здоровья. Зарегистрированная проститутка должна регулярно проходить проверки на наличие венерических заболеваний. Полиция по идентификационной карте проверяет подлинность регистрации проститутки, определяет, прошла ли она вовремя медицинское освидетельствование. В случае, если она его не прошла, полиция направляет женщину на обследование.
Однако большинство проституток в Турции не зарегистрировано, так как муниципальные органы власти искусственно создают препятствия для регистрации. Они ограничивают число выдаваемых лицензий, создавая очередь желающих их получить. Однако, как показывает практика, подобные меры не ограничивают число проституток, и большинство из них занимается своей деятельностью без регистрации. С учётом того факта, что Турция по уровню коррупции занимает третье место в мире, особого противодействия они не встречают.
Согласно турецкому законодательству, мужчина не может проходить подобную регистрацию и не имеет права заниматься проституцией.
В 2008 году активисты и работники турецкой секс-индустрии объявили, что работают над проектом создания первого в Турции профсоюза секс-работников.
17 февраля 2001 года скончалась Матильда Манукян (1914—2001) — владелец крупнейшей сети публичных домов в Турции, которую называли «королева борделей». Она была одной из самых богатых женщин Турции и крупнейшим налогоплательщиком Стамбула в 1990-х годах. За время своей предпринимательской деятельности она построила 32 публичных дома.

## Численность проституток
| Пункт исследований                                             | Данные переписи            |
| -------------------------------------------------------------- | -------------------------- |
| Общее число проституток                                        | 100 000                    |
| Проститутки, работающие в публичных домах                      | 3000                       |
| Проститутки, зарегистрированные в полиции                      | 15 000                     |
| Женщины, ожидающие получения лицензии для занятия проституцией | 30 000                     |
| Возраст проституток                                            | от 15 до 40 лет            |
| Годовой оборот средств                                         | 3—4 миллиарда долларов США |

## Торговля людьми
По данным исследований, проведённых Управлением ООН по наркотикам и преступности, Турция (наряду с Бельгией, Германией, Израилем, Италией, Нидерландами, США, Таиландом и Японией) занимает одно из ведущих мест в мире по торговле людьми. По данным Управления по мониторингу и борьбе с торговлей людьми Государственного департамента США в 2008 году торговля в Турции осуществлялась в основном гражданами Туркменистана, Узбекистана, Молдавии, Киргизии, России, Греции, Грузии, Украины, Азербайджана, Румынии, Казахстана, Белоруссии, Болгарии, Индонезии и Марокко. Турецкие женщины (в масштабах страны более 100 тыс.) часто попадают в публичные дома в соответствии с приговорами местечковых трибуналов по надзору за общественной моралью, которые существуют в каждой турецкой провинции. Некоторые другие становятся проститутками будучи проданными в публичный дом членами своих семей или экс-супругами.
Нередко ввоз и вывоз женщин из стран бывшего СССР для их последующей сексуальной эксплуатации сопровождается обманом, манипуляциями, принуждением и даже насилием над жертвами. Однако некоторые исследования показывают, что многие женщины, депортированные местными властями из-за проституции, не рассматривают себя в качестве потерпевших и считают такую судьбу результатом своего сознательного выбора. Сделав этот выбор и уехав, к примеру, в Турцию им удавалось зарабатывать неплохие деньги, наслаждаясь приличными условиями труда. Вдобавок, по их свидетельству, большинство мужчин из их турецкой клиентуры относились к ним с уважением и симпатией. Резюмируя, можно сделать вывод, что случаи насильственного принуждения к занятиям проституцией не являются исключением, однако большая часть собранных данных, указывает, что проституция в Турции остаётся вполне добровольным занятием.

## Понятие «Наташа» в Турции
Ввиду непривычности славянских имён для носителей турецкого языка, имена появившихся в Турции в начале 1990-х гг. проституток из бывшего СССР воспринимались с трудом. Наиболее запоминающимся оказалось имя Наташа, как слегка созвучное турецким словам, причём связанным с понятием близости. В турецком языке есть слово тур. aşk (ашк) со значением «любовь» и перенятое из английского слово-укорочение англ. nat[ural] (нат) «природный». При слиянии фрагментов получится «наташк»; так обычно и произносят популярное русское имя. Иногда, заметив, что это имя лучше запоминается и не задумываясь почему, женщины сами (не только проститутки, но и «челночницы», секс-туристки) для общего удобства представлялись Наташами. Из-за лингвистического казуса, с учётом поведения многих прибывавших в 1990-е годы личностей, в Турции сложилось мнение, что, во-первых, приезжающие в страну славянки лишены нравственных барьеров, а во-вторых, «наташа» — это якобы перевод слова «проститутка» (тур. fahişe, фаиш) на русский и другие восточнославянские языки. Заблуждение оказалось настолько упорным, что в турецком арго появилось понятие тур. nataşa с таким значением, зафиксированное в ряде словарей.
С развитием массового туризма из стран СНГ в Турцию и научно-деловых контактов, описанное обстоятельство стало создавать определённую проблему для женщин с именем Наталия из-за неуместных подозрений. Были случаи, когда обладательницы данного имени пытались (в противоположность ситуации 1990-х гг.) временно называться не своим именем, чтобы избежать неприятных эксцессов.